# 11:11:11
『11:11:11』（原題:11-11-11）は2011年に公開されたアメリカ合衆国・スペイン合作のホラー映画である。監督はダーレン・リン・バウズマン、主演はティモシー・ギブスが務めた。本作は日本国内で劇場公開されなかったが、2013年2月2日にDVDが発売された。

## ストーリー
2011年11月7日11時11分、ジョセフ・クローンはホテルの部屋で目を覚ました。火災で妻と息子を亡くしたときの光景が夢で再現されたため、何とも寝覚めが悪かった。ほどなくして、マネジャーのグラントが来訪し原稿の催促をしてきた。ジョセフは家族を失った体験について書くことにし、「神は死んだ。あるいは、神はそもそも存在していなかった」と書き付けた。
8日、ジョセフは家族を失った人たちの自助グループの会合に参加し、セイディの話に耳を傾けた。会の終了後、ジョセフはセイディに「貴方も自分の感情を皆に打ち明けるべきよ。作家なら文章で上手く表現できるはず。」と言われ、1冊のノートを手渡された。その直後、ジョセフは交通事故に遭って病院に搬送された。相手方の運転手が命を落とすほどの事故だったにも拘わらず、ジョセフはかすり傷一つ負わなかった。ジョセフは見舞いにやって来たセイディに「生きる意味を見失った。神に自分もあの世に連れていてくれと祈る毎日だ」と明かした。ジョセフがふと腕時計に目をやると、時計の針は11時11分で止まっていた。その日の夜、ジョセフの元に長らく疎遠だった兄、サミュエルから電話がかかってきた。父親のリチャードが危篤なのだという。
9日、ジョセフは父親を見舞うべくスペインのバルセロナへ向かった。サミュエルから「神を憎む気持ちは分かるが、父さんのためにその感情をひとまず脇に置いて欲しい」と言われ、ジョセフは渋々教会に足を運ぶことにした。サミュエルが自身の教会にジョセフを招いたのには別の理由があった。サミュエルの教会は信者離れに苦しんでいた。サミュエルはベストセラー作家の弟の力を借り、その苦境を打開しようとしていたのである。ジョセフは教会で11月3日に撮影された監視カメラの映像を見せられた。悪魔と思しき影が映り込んだ時刻を見たジョセフは驚愕した。悪魔が映ったのは午後11時11分だったのである。その日の夜、サミュエルが怪物に襲撃されたが、ジョセフは間一髪のところで兄を救出した。
10日、サミュエルの説教の最中、参加者の1人のハヴィエルが突如として銃を振り回し始めた。ジョセフは銃を奪い取ることに成功したが、ハヴィエルの身柄を確保することはできなかった。ハヴィエルはカメラを落としており、ジョセフはそれを拾い上げた。その後、ジョセフとサミュエルは母親のローレンの墓参りに行った。墓石に目をやったジョセフは、サミュエルの誕生日とローレンの命日が共に11月11日であることに気が付いた。それどころか、サミュエルが襲撃された時刻、自分が交通事故に遭った時刻、妻子が命を落とした火災が発生した時刻も11時11分だった。ジョセフが戦慄する一方、サミュエルは「単なる偶然だ」と言うばかりであった。ハヴィエルの一件が腑に落ちなかったため、ジョセフは彼のカメラに入っていたフィルムを現像してもらうことにした。ジョセフはその足で地元の書店に向かい、ある書物の一節を解読してもらった。そこには、「2011年11月11日に生贄が捧げられるであろう。それにより、信仰は打ち砕かれ、悪魔が降臨する」と書かれていた。
ここに至り、ジョセフは11月11日に生まれたサミュエルこそが救世主であると確信した。翌11日の11時11分に起こるであろう破局を防ぐべく、ジョセフは悪魔との闘いに身を投じるのだった。

## キャスト
- ティモシー・ギブス - ジョセフ・クローン
- マイケル・ランデス - サミュエル
- ウェンディ・グレン - セイディ
- デニス・ラフター - リチャード・クローン
- ルイス・ソーラー - ハヴィエル
- ブレンダン・プライス - グラント
- モンセラート・アルコヴェッロ - セリア
- ベンジャミン・クック - デヴィッド・クローン
- サロメ・ヒメネス - サラ・クローン
- ロロ・エレーロ - 書店の店主
- J・ラローズ - ウェイン
- JC ゴンザレス - ライアン
- エミリー・オータム - ビデオに映った女性

## 製作
2010年11月1日、ダーレン・リン・バウズマン監督が新作映画『11-11-11』の製作に着手していると報じられた。2011年1月14日、本作の主要キャストが発表された。17日、本作の主要撮影がスペインのバルセロナで始まった。6月25日、ジョセフ・ビシャラが本作で使用される楽曲を手掛けることになったとの報道があった。2012年10月16日、ヴォイド・レコーディングスが本作のサウンドトラックを発売した。

## マーケティング
2011年2月3日、本作の劇中写真が初めて公開された。12日、本作のティーザー・トレイラーが公開された。6月27日、本作のオフィシャル・トレイラーが公開された。11月11日、本作は全米17館で限定公開され、公開初週末に3万2771ドル（1館当たり1927ドル）を稼ぎ出し、週末興行収入ランキング初登場52位となった。

## 評価
本作は批評家から酷評されている。映画批評集積サイトのRotten Tomatoesには14件のレビューがあり、批評家支持率は7%、平均点は10点満点で3.71点となっている。また、Metacriticには5件のレビューがあり、加重平均値は26/100となっている。